# 覺羅增齡
覺羅增齡（1776年8月23日—1820年2月24日），正黃旗滿洲崇松佐領下人，嘉慶八年授學習中書，嘉慶十四年己巳恩科中式第四名繙譯進士，嘉慶十五年庚午學習主事，嘉慶廿一年丙子十月升授主事，嘉慶廿五年（1820）庚辰正月十一日子時卒。